# Kalidlo

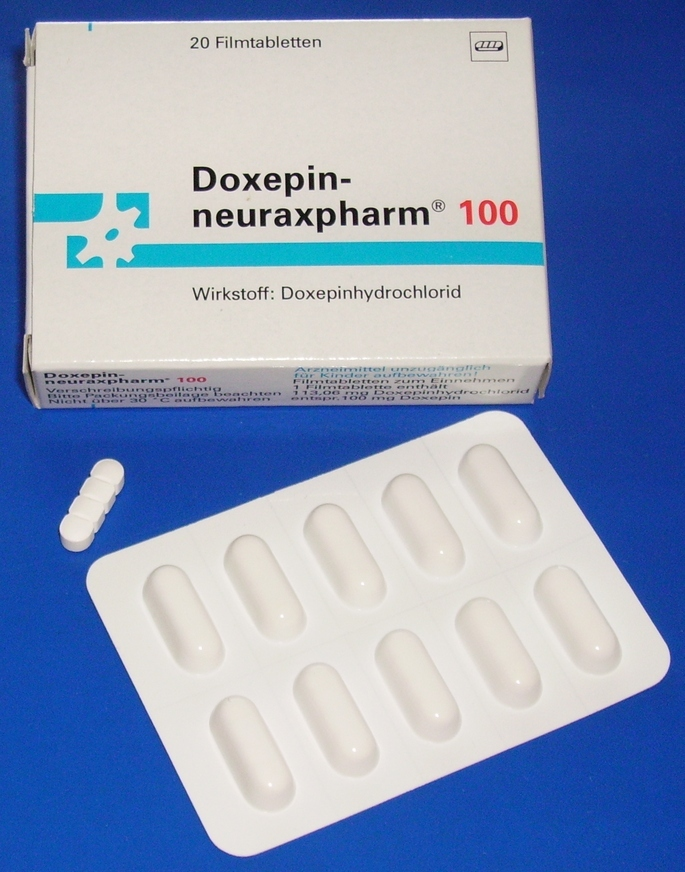
Tableta s neprůhledným blistrem

Kalidlo je látka přidávaná do materiálu, aby byl neprůhledný. Příkladem chemického kalidla je oxid titaničitý (TiO2) používaný v barvách, papíru a plastech. Má velmi vysoký index lomu (rutil 2,7 a anatas 2,55) a optimální refrakce se získá při velikosti krystalů kolem 225 nanometrů. Nečistoty v krystalu mění optické vlastnosti. Používá se také k zakalení glazur a mléčného skla. Dalším kalidem je kostní popel.